# 花丽早熟禾
花丽早熟禾（学名：Poa calliopsis），为禾本科早熟禾属下的一个植物种。